# Forteresse de la Solitude
La Forteresse de Solitude est une forteresse fictive apparaissant dans les comics américains publiés par DC Comics, généralement en association avec Superman. Sa version précédente, la « Citadelle secrète » de Superman, est apparue pour la première fois dans le numéro 17 de Superman, où il était dit qu'elle était construite dans une montagne à la périphérie de Metropolis. Dans le numéro 58 (mai-juin 1949), elle est désignée sous le nom de Forteresse de la Solitude, semble au premier coup d'œil être un château isolé et serait située dans un « désert polaire ». Lorsque la Forteresse réapparaît en 1958 et occupe pour la première fois le devant de la scène dans une histoire (The Super-Key to Fort Superman, Action Comics no 241), il s'agit à nouveau d'un complexe souterrain à flanc de montagne.
Traditionnellement, la Forteresse de la Solitude est située dans l'Arctique, bien que des versions plus récentes des comics Superman l'aient placée dans d'autres endroits, notamment en Antarctique, dans les Andes, dans la forêt amazonienne et dans la rivière Bogan à Nyngan (Nouvelle-Galles du Sud) en Australie. Le monde entier n'est pas au courant de l'existence de la Forteresse, et son emplacement est tenu secret, sauf pour les amis et alliés les plus proches de Superman (comme Lois Lane et Batman). L'une des caractéristiques de la Forteresse est qu'elle contient une statue commémorative de Jor-El et Lara, les parents kryptoniens de Superman, tenant un grand globe de la planète Krypton. Bien que Superman ait ses quartiers à la Forteresse, sa résidence principale reste l'appartement de Clark Kent à Metropolis. Le concept de la Forteresse de la solitude arctique a été créé pour le héros Doc Savage dans les années 1930.

## Autres médias

### Filmographie

#### Cinéma
Dans les films sur Superman, la Forteresse de la Solitude est présente presque à chaque fois.
Dans le film de 1978, Clark Kent, troublé par la mort de son père adoptif, Jonathan Kent, s'embarque dans une longue quête spirituelle qui le mène loin au nord. Arrivé au bout de son voyage, là où la terre ferme laissait sa place aux eaux glaciales de l'arctique, il sort de son sac un cristal vert qui, depuis fort longtemps, l'appelait à lui, et le lance au loin. Sous ses yeux ébahis, le cristal explose, se multiplie et se divise pour, finalement donner naissance à une forteresse de cristal qui se perd dans le paysage glacial. En l'explorant, Clark découvre ce qu'il faudrait appeler « un panneau de contrôle ». Hésitant, il l'active, déclenchant ainsi un message pré-enregistré par son père biologique : Jor-El. Celui-ci désigne l'endroit conçu par le cristal de « Forteresse de la Solitude ». Ce nom lui est resté. C'est également à ce moment que Jor-El apprend le véritable destin à Kal-El, son fils unique.
Dans Man of Steel, la Forteresse de la Solitude est un immense vaisseau Kryptonien échoué au Pôle Nord. Clark, en activant les systèmes du vaisseau grâce à la clé de contrôle se trouvant dans la navette l'avant amené sur Terre, active un message pré-enregistré de son père Jor-El qui lui révèle la vérité sur ses origines kryptoniennes. Il y trouvera son costume de Superman (ainsi que son costume Resurrection noir dans Zack Snyder's Justice League) et effectuera son premier vol.

#### Télévision

##### Série
- Dans Smallville, la forteresse semble avoir été créée par Jor-El pour son fils.
- Dans l'épisode 31 Possession de la saison 36 de Le monde incroyable de Gumball, Richard se réfugie dans une forteresse, qui ressemble à celle de Superman.
- Dans Supergirl, la Forteresse apparaît régulièrement tout au long de la série.
- Dans Superman et Loïs, Superman crée la Forteresse en compagnie de sa famille.

###### Animation
- La Forteresse est vu dans Superman, l'Ange de Metropolis ainsi que dans La Ligue des Justiciers.

### Littérature

#### Bande dessinée
- A la fin de la série Supreme Power, Hyperion frappe avec une puissance incommensurable le Pôle Nord lui donnant alors un nouvel aspect géologique ressemblant à la Forteresse de la Solitude.

Essaie
- Dans un essai publié en 1975 dans L'Espresso, le philosophe italien Umberto Eco établit une comparaison avec la Forteresse de la Solitude pour désigner la tendance à l'hyperréalité ressentie dans plusieurs grand musées nord-américains, de par leur accent sur la reproduction de lieux, personnes et "reliques", et l'immersion recherchée.